# Odds & Sods
Odds & Sods är ett musikalbum av den brittiska gruppen The Who, utgivet 1974. Det är en samlingsskiva med tidigare outgivet material sammanställt av John Entwistle. CD-versionen är kraftigt utökad och innehåller mer än det dubbla antalet låtar.

## Låtlista

### Originalutgåva
1. "Postcard" (John Entwistle) - 3:36
2. "Now I'm a Farmer" (Pete Townshend) - 4:11
3. "Put the Money Down" (Pete Townshend) - 4:05
4. "Little Billy" (Pete Townshend) - 2:15
5. "Too Much of Anything" (Pete Townshend) - 4:26
6. "Glow Girl" (Pete Townshend) - 2:11
7. "Pure and Easy" (Pete Townshend) - 5:28
8. "Faith in Something Bigger" (Pete Townshend) - 3:08
9. "I'm the Face" (Peter Meaden) - 2:37
10. "Naked Eye" (Pete Townshend) - 5:19
11. "Long Live Rock" (Pete Townshend) - 3:58

### CD-utgåva
1. "I'm the Face" (Peter Meaden) - 2:29
2. "Leaving Here" (Lamont Dozier/Brian Holland/Eddie Holland) - 2:13
3. "Baby Don't You Do It" (Lamont Dozier/Brian Holland) - 2:28
4. "Summertime Blues" (Jerry Capehart/Eddie Cochran) - 3:13
5. "Under My Thumb" (Mick Jagger/Keith Richards) - 2:45
6. "Mary Anne with the Shaky Hand" (Pete Townshend) - 3:23
7. "My Way" (Jerry Capehart/Eddie Cochran) - 2:28
8. "Faith in Something Bigger" (Pete Townshend) - 3:01
9. "Glow Girl" (Pete Townshend) - 2:26
10. "Little Billy" (Pete Townshend) - 2:17
11. "Young Man Blues" (Mose Allison) - 2:44
12. "Cousin Kevin Model Child" (John Entwistle) - 1:26
13. "Love Ain't for Keeping" (Pete Townshend) - 4:04
14. "Time Is Passing" (Pete Townshend) - 3:31
15. "Pure and Easy" (Pete Townshend) - 5:24
16. "Too Much of Anything" (Pete Townshend) - 4:23
17. "Long Live Rock" (Pete Townshend) - 3:58
18. "Put the Money Down" (Pete Townshend) - 4:31
19. "We Close Tonight" (Pete Townshend) - 2:58
20. "Postcard" (John Entwistle) - 3:32
21. "Now I'm a Farmer" (Pete Townshend) - 4:09
22. "Water" (Pete Townshend) - 4:40
23. "Naked Eye" (Pete Townshend) - 5:27